# John D. Fitzgerald (Schriftsteller)
John Dennis Fitzgerald (* 3. Februar 1906 in Price (Utah); † 21. Mai 1988 in Titusville (Florida)) war ein US-amerikanischer Schriftsteller.

## Leben
Fitzgerald wurde als Sohn eines katholischen Iren und einer skandinavischen Mormonin geboren. Er verließ seinen Heimatstaat Utah als er 18 Jahre alt war. In den folgenden Jahren nahm er verschiedene Jobs an. Er war Schlagzeuger in einer Jazzband, arbeitete in einer Bank, war Einkäufer für eine Stahlfirma und schrieb als Korrespondent für eine Zeitung fast 300 Zeitungsartikel.
1955 veröffentlichte Fitzgerald sein erstes Buch Vater heiratet eine Mormonin. Damit erfüllte er ein Versprechen, das er seiner Mutter gegeben hatte, ein Buch zu schreiben über die kleinen Leute, die den Westen aufgebaut haben. Dieses Buch beschreibt seine eigene Familie. Es wurde ein Bestseller. Er schrieb zwei weitere Romane für Erwachsene, die nicht ganz soviel Erfolg hatten, wie sein erster. Außerdem veröffentlichte er Gedichte. Dann wendete er sich der Kinderliteratur zu und schrieb die Serie The Great Brain mit 8 Bänden. Für den Helden dieser Serie nahm er seinen Bruder Tom zum Vorbild. Diese Serie war sehr erfolgreich. Außerdem schrieb er zwei Lehrbücher für angehende Schriftsteller. Fitzgeralds Bücher sind autobiografisch geprägt. Sie wurden teilweise ins Deutsche übersetzt.

## Bücher

### The-Great-Brain-Serie
- The Great Brain, Dial Press, 1967, deutsch: Mein genialer Bruder und ich,  Fischer Taschenbuch, 2014, ISBN 978-3-596-80974-5
- More Adventures of the Great Brain, Dial Press, 1969, deutsch: Tom, der Kopf, gaunert weiter, Maier, 1978, ISBN 978-3-473-39462-3
- Me and My Little Brain, Dial Press, 1971, deutsch: Mein kleiner Kopf ist auch nicht ohne, Bertelsmann-Jugendbuchverlag, 1973, ISBN 978-3-570-07547-0
- The Great Brain at the Academy, Dial Press, 1972, deutsch: Das hat der Kopf uns eingebrockt, Maier, 1979, ISBN 978-3-473-39554-5
- The Great Brain Reforms, Dial Press, 1973,
- The Return of the Great Brain, Dial Press, 1974,
- The Great Brain Does It Again, Dial Press, 1976,
- The Great Brain Is Back, Dial Press, 1995,   — veröffentlicht nach dem Tod des Autors, basierend auf dessen Notizen

### Andere Bücher
- Papa Married a Mormon, Prentice-Hall, 1955, deutsch: Vater heiratet eine Mormonin, Rowohlt, 1978, ISBN 978-3-499-11350-5
- Mamma's Boarding House, W.H. Allen, 1958, deutsch: Unser Haus hat viele Gäste, Fackelverlag, 1962
- Uncle Will and the Fitzgerald Curse, Bobbs-Merrill Company, 1961, deutsch: Der Fluch der Fitzgeralds, Fackelverlag, 1964
- The Professional Story Writer and His Art, Crowell, 1963
- Structuring Your Novel: From Basic Idea to Finished Manuscript, HarperCollins Publishers, 1972
- Brave Buffalo Fighter, Bethlehem Books, 1973
- Private Eye, T. Nelson, 1974, deutsch: Wally Stone, Privat-Detektiv, Eulen-Verlag, 1976, ISBN 978-3-7260-0132-2